# قرار مجلس الأمن التابع للأمم المتحدة رقم 620
قرار مجلس الأمن التابع للأمم المتحدة رقم 620، المعتمد بالإجماع في 26 أغسطس 1988، وبعد أن أشار إلى القرار 612 (1988) الذي وجد دليلا على استخدام الأسلحة الكيميائية بين إيران والعراق، أدان المجلس مرة أخرى استخدام هذه الأسلحة، انتهاكا لبروتوكول جنيف.
ثم شجع المجلس الأمين العام خافيير بيريز دي كوييار لإجراء تحقيقات في ادعاءات استخدام الأسلحة الكيميائية والبيولوجية من جانب أي دولة من الدول الأعضاء التي قد تشكل انتهاكا لبروتوكول جنيف لعام 1925.
وأهاب القرار 620 أيضا بالدول الأعضاء أن تعزز أو تنشئ أو تواصل فرض رقابة صارمة على المنتجات الكيميائية، ولا سيما عندما يشتبه في أنها قد تستخدم في الأسلحة الكيميائية في انتهاك للالتزامات الدولية. وقرر القرار أيضا أن ينظر في أي تحقيقات يجريها الأمين العام وأن يضعها في الاعتبار من أجل اتخاذ تدابير مناسبة وفعالة وفقا لميثاق الأمم المتحدة إذا ما كان هناك أي استخدام للأسلحة الكيميائية في المستقبل في انتهاك للقانون الدولي أيا كان مرتكبوها وحيثما ارتكبت.